# دومينيكو غامبينو
دومينيكو غامبينو (بالإيطالية: Domenico Gambino)‏ (و. 1890 – 1968 م) هو مخرج أفلام، وكاتب سيناريو، وممثل أفلام إيطالي، ولد في تورينو، توفي في روما، عن عمر يناهز 78 عاماً.

## وصلات خارجية
- دومينيكو غامبينو على موقع IMDb (الإنجليزية)
- دومينيكو غامبينو على موقع ألو سيني (الفرنسية)
- دومينيكو غامبينو على موقع أول موفي (الإنجليزية)
- دومينيكو غامبينو على موقع قاعدة بيانات الأفلام السويدية (السويدية)
- دومينيكو غامبينو على موقع قاعدة بيانات الفيلم (الإنجليزية)
- دومينيكو غامبينو على موقع كينوبويسك (الروسية)